# یواس‌اس نیکلسون (دی‌دی-۴۴۲)
یواس‌اس نیکلسون (دی‌دی-۴۴۲) (به انگلیسی: USS Nicholson (DD-442)) یک کشتی بود که طول آن ۳۴۸ فوت ۴ اینچ (۱۰۶٫۱۷ متر) بود. این کشتی در سال ۱۹۴۰ ساخته شد.